# Wim Scholtmeijer
Wim Scholtmeijer (4 september 1982, Gieten)  is een voormalig Nederlands korfballer en voormalig bondscoach van het Nederlands korfbalteam. Vanaf seizoen 2020-2021 is hij clubcoach, bij PKC.
Als speler speelde Scholtmeijer voor verschillende clubs, waarmee hij meerdere titels won. Scholtmeijer komt uit een korfbalfamilie, zijn vader Jantinus is ook coach geweest van onder andere de nationale ploegen van Polen en Australië.
Scholtmeijer werd in 2014 bondscoach van het Nederlands korfbalteam. Sinds 2005 is hij onderscheiden als KNKV "Drager van het KNKV Ereteken".

## Carrière als speler

### Het begin
Scholtmeijer begon met korfbal bij Asko in Assen. Om op hoger niveau te korfballen ging hij in 2000 naar het Groningse Nic.. Daar speelde hij 2 jaar.
In 2002 ging hij naar de Delftse ploeg Fortuna, dat een ploeg in opbouw was. Samen met andere jeugdtalenten zoals Joost Preuninger, Barry Schep en Dennis Vreugdenhil vormde hij een jong team met hoge ambities onder leiding van coach Hans Heemskerk. Hij won bij Fortuna 2 maal de zaaltitel, in 2003 en 2004.
Met Fortuna won hij ook de Europacup 2 maal, in 2004 en 2005.

### Korfbal Professional bij PKC
In april 2005 liep het spaak bij Fortuna. Scholtmeijer was ontevreden over zijn rol bij Fortuna en hij zag geen groei-mogelijkheden.
Zo verruilde hij in 2005 van club en verhuisde hij naar PKC. Daarnaast wilde hij de eerste professionele korfballer ter wereld worden. Met zijn NOC-NSF toelage kon hij rondkomen en hij stortte zich volledig op korfbal.
Bij PKC speelde Scholtmeijer in de nieuw opgerichte topcompetitie, de Korfbal League. Met deze ploeg speelde hij in 2006-2007 de Korfbal League finale. Echter werd in deze finale verloren van DOS'46.
Hij werd in 2007/08 met PKC vierde in de Korfbal League, en ook in de play-offs werd PKC vierde.

### TOP Sassenheim
Het avontuur in Papendrecht kwam na 3 seizoenen aan een einde. Coach Hans Heemskerk waarmee hij met Fortuna al 2 zaaltitels veroverde was ondertussen coach geworden van TOP dat net gepromoveerd was naar de Korfbal League. De ploeg haalde andere talenten binnen, zoals Celeste Split en Mick Snel en wilde bouwen aan een stevige basis voor een aantal jaar.
De combinatie Scholtmeijer en TOP bleek erg succesvol. In het seizoen 2010/2011 wint hij met TOP zowel veldtitel als de Korfbal League.  Op 13 oktober 2011 maakte hij zelf bekend te zullen stoppen, vanwege een schouderoperatie. Scholtmeijer was trainer van het Nederlands Team U23.

## Erelijst
- Nederlands kampioen zaalkorfbal, 3x (2003, 2004, 2011)
- Europacup kampioen, 2x (2004, 2005)
- Nederlands kampioen veldkorfbal, 1x (2011)

## Statistieken
Wim Scholtmeijer speelde in de Korfbal League voor PKC en TOP. In totaal was hij 6 seizoenen actief. Hier een overzicht van zijn statistieken.
| Categorie   | Aantal |
| ----------- | ------ |
| Seizoenen   | 6      |
| Wedstrijden | 107    |
| Goals       | 303    |
| Rebounds    | 1232   |
| Strafworpen | 11     |

## Oranje
Scholtmeijer speelde 46 officiële interlands voor het Nederlands korfbalteam. Van deze 46 speelde hij er 2 op het veld en 44 in de zaal.
Namens Oranje won hij goud op 4 toernooien:
- WK 2007
- EK 2006
- World Games 2005
- WK 2003

Op het WK van 2003 werd Scholtmeijer uitgeroepen tot Speler van het Toernooi.

## Carrière als coach

### Bondscoach
Na een vroegtijdig eind als actieve speler werd Scholtmeijer coach. Eerst werd hij trainer van het Nederlands Team onder 16 en later ook voor Oranje onder 23 en vanaf 1 januari 2014 bondscoach van het grote Nederlands korfbalteam. Hij was de opvolger van Jan Sjouke van den Bos die 14 jaar lang bondscoach is geweest. In januari 2020 maakte Scholtmeijer bekend dat hij zal stoppen als bondscoach na het EK van 2020.
In zijn tijd als bondscoach heeft hij verschillende toernooien meegemaakt.
Een overzicht:
| Toernooi         | Toernooi locatie | Kampioen  | Uitslag van de finale | 2e plaats      | 3e plaats      | 4e plaats |
| ---------------- | ---------------- | --------- | --------------------- | -------------- | -------------- | --------- |
| WK 2019          | Zuid-Afrika      | Nederland | 31-18                 | België         | Chinees Taipei | China     |
| EK 2018          | Nederland        | Nederland | 21-8                  | Duitsland      | Portugal       | België    |
| World Games 2017 | Polen            | Nederland | 26-14                 | Chinees Taipei | België         | Duitsland |
| EK 2016          | Nederland        | Nederland | 27-14                 | België         | Catalonië      | Portugal  |
| WK 2015          | België           | Nederland | 27-18                 | België         | Chinees Taipei | Engeland  |
| EK 2014          | Portugal         | Nederland | 32-20                 | België         | Portugal       | Engeland  |

### Coach bij PKC
In januari 2020 werd bekend dat Scholtmeijer na het EK van 2020 als bondscoach zou stoppen. Daarnaast werd bekend gemaakt dat hij samen met Jennifer Tromp hoofdcoach gaat worden van PKC per seizoen 2020-2021.
In 2020-2021 begon de competitie iets later dan normaal vanwege COVID-19 en om de planning passend te maken, werd de Korfbal League in 2 poules opgedeeld. PKC werd na de reguliere competitie ongeslagen 1e in Poule A, waardoor het zichzelf plaatste voor de play-offs. In de eerste play-off ronde versloeg PKC in 2 wedstrijden DVO. In de tweede play-off ronde trad PKC aan tegen TOP. TOP won de eerste wedstrijd en PKC de tweede, waardoor er een derde en belissende wedstrijd gespeeld moest worden. In deze beslissingswedstrijd won PKC overtuigend met 29-19, waardoor PKC zich plaatste voor de zaalfinale. In de zaalfinale, die weer in Ahoy werd gespeeld, trof PKC Fortuna. Hierdoor werd de finale van 2021 een herhaling van de finale van 2019. PKC won de finale met 22-18, waardoor het sinds 2015 weer Nederlands zaalkampioen was.
In seizoen 2021-2022 deed PKC in het seizoen weer goede zaken. Gedurende de reguliere competitie verloor het slechts 2 wedstrijden. Hierdoor eindigde de ploeg als 2e en haalden ze als 1 van de favorieten de play-offs. In de play-off serie won PKC in 2 wedstrijden van concurrent DVO, waardoor PKC voor het 3e jaar op rij in de zaalfinale stond. Ook voor de 3e jaar op rij was Fortuna weer de tegenstander. De finale, die weer in een vol Ahoy werd gespeeld, was spannend. Uiteindelijk won Fortuna de finale met 22-21, waardoor PKC was onttroond als zaalkampioen.
Iets later, in de veldcompetitie, won PKC in de kruisfinale van LDODK met 17-15 en plaatste zich zodoende voor de veldfinale. In de finale won PKC nipt met 24-23 van DVO. Hierdoor was PKC de nieuwe Nederlandse veldkampioen.
In seizoen 2022-2023 begon PKC in een favorietenrol. De ploeg was in de beginfase van de Korfbal League het sterkste van alle ploegen. In januari 2023 mocht de ploeg zijn kwaliteit laten zien in een vernieuwde opzet van de Europacup, namelijk de Korfball Champions League. PKC versloeg in de halve finale de Belgische zaalkampioen Floriant met 21-13, waardoor het zich plaatste voor de finale. In deze finalestrijd won PKC van de Nederlandse zaalkampioen Fortuna met 19-10 waardoor het de eerste Champions League winnaar was.
In de eigen competitie zette PKC de goede lijn door en stond na de 18 reguliere speelrondes op plek 1 met 30 punten. In de play-off serie moest PKC aantreden tegen het als nummer 4 geplaatste LDODK. In deze best-of-3 serie won PKC in 2 wedstrijden en plaatste zich zodoende voor de 4e zaalfinale op rij. Dit maal was DVO de tegenstander. In de zaalfinale was PKC al snel te sterk en won het met duidelijke cijfers, 33-20. Hiermee pakte PKC ook een record, want het was nog nooit eerder gebeurd in de geschiedenis van de Korfbal League dat een ploeg boven de 30 goals maakte. Het was de tweede Korfbal League titel voor Scholtmeijer als hoofdcoach.
Iets later, in de veldcompetitie, deed PKC ook goede zaken. Zo stond de ploeg na de reguliere competitie bovenaan de Ereklasse B. Hierdoor had de ploeg zich geplaatst voor de kruisfinale. In de kruisfinale won PKC met 17-15 van LDODK, waardoor het zich voor het tweede jaar op rij plaatste voor de veldfinale. In de finale was Fortuna de tegenstander en PKC won de wedstrijd met 18-13, waardoor het de veldtitel prolongeerde.
In het volgende seizoen (2023-2024) werd het wederom en sterk seizoen voor PKC. In de zaalcompetitie won PKC 15 van de 18 wedstrijden en stond na de reguliere competitie op de 1e plek. Zodoende ging PKC als favoriet de play-off serie in. In de best-of-3 serie was KZ de tegenstander, de ploeg die als 4e eindigde in de competitie. PKC won in 2 wedstrijden, waardoor het zich plaatste voor de zaalfinale in Ahoy. Net als in het seizoen ervoor was DVO de tegenstander in Ahoy. In deze zaalfinale gaf DVO PKC meer partij, maar ook nu wist PKC de wedstrijd te winnen (23-21). Hierdoor wist PKC hun zaaltitel te prolongeren. Iets later, in de veldcompetitie plaatste PKC ongeslagen zichzelf voor de kruisfinale. Hier was Fortuna de tegenstander en die bleek een maatje te groot, PKC verloor de kruisfinale met 12-11.
Seizoen 2024-2025 zou een bijzonder seizoen worden voor PKC. De ploeg, als titelhouder, begon de competitie wat rommelig. Ploegen zoals DVO, Fortuna en LDODK hadden zich al een tijdje voor de play-offs van de Korfbal League geplaatst en PKC moest met AKC Blauw-Wit uitmaken welke ploeg het laatste play-off ticket zou krijgen. Het kwam aan op de laatste speelronde en PKC verzekerde zich op het nippertje van het laatste play-off plaatsje. Zodoende ging PKC als nummer 4 de play-offs in en moest het daardoor opnemen tegen de nummer 1 van de reguliere competitie, DVO. In de best-of-3 serie won PKC overtuigend in 2 wedstrijden waardoor het (tegen de verwachtingen in) zich alsnog plaatste voor de zaalfinale, voor de 7e keer op rij. In de zaalfinale was Fortuna de tegenstander en PKC won de finale met 21-17, mede dankzij een sterk optreden van Jorien Jordaan. Hierdoor was PKC voor het 3e jaar op rij de zaalkampioen.
Iets later, in de veldcompetitie stond PKC ook in de finale. In de finale was DOS'46 de tegenstander. De finale eindigde in 19-19 gelijkspel en ook na verlenging was er geen winnaar. De finale werd besloten via strafworpen, waarbij DOS'46 de wedstrijd won. 
Voor Scholtmeijer en Jennifer Tromp was dit het laatste seizoen bij PKC.

## Erelijst als Coach
- Korfbal League kampioen, 4x (2021, 2023, 2024, 2025)
- Ereklasse kampioen, 2x (2022, 2023)
- Supercup kampioen, 1x (2022)
- Champions League kampioen zaalkorfbal, 3x (2023, 2024, 2025)